# Ivanjševci, Moravske Toplice
Ivanjševci este o localitate din comuna Moravske Toplice, Slovenia, cu o populație de 46 de locuitori.